# Buford (Wyoming)
Buford ist ein gemeindefreies Gebiet in Albany County, Wyoming, Vereinigte Staaten. Der Ort liegt zwischen Laramie und Cheyenne an der Interstate 80. Er ist mit einer Höhe von 2500 m der höchste Ort an der Interstate 80. Die Gemeinde wurde nach dem General John Buford benannt.
Buford war, mit einem einzigen Einwohner, neben Monowi in Nebraska, die kleinste Gemeinde/gemeindefreies Gebiet in den Vereinigten Staaten. Don Sammons war der einzige Einwohner der Stadt und sowohl Bürgermeister als auch der Betreiber der Post, die 1880 errichtet wurde, und einer Tankstelle im Ort.
Buford wurde während des Baus der transkontinentalen Eisenbahn in Wyoming gegründet. Zu dieser Zeit hatte die Stadt eine Bevölkerung von 2000 Wanderarbeitern. Als die Eisenbahn weiter ausgebaut wurde, bewegten sich diese Arbeiter auch nach Westen mit der Eisenbahn; Buford schrumpfte seitdem.
Im April 2012 versteigerte der letzte verbliebene Bewohner die Stadt in verschiedenen öffentlichen Auktionen, auch bei eBay, nachdem seine Frau 1995 starb und sein Sohn zum Studieren 2007 weggezogen war.
Neuer Erwerber der Stadt war ein Vietnamese, Phạm Đình Nguyên. Er ersteigerte den Ort für 900.000 US-Dollar bei eBay. Der neue Eigentümer verkaufte eine gleichnamige vietnamesische Kaffeemarke mit dem Namen PhinDeli im einzigen Laden. Diese wurde auch bei eBay angeboten.
Seit 2017 ist das Geschäft geschlossen.